# مارموست سرنخودی
مارموست سرنخودی (نام علمی: Callithrix flaviceps) نام یک گونه از سرده مارموست است.